# Sphaeripalpus sericeus
Sphaeripalpus sericeus är en stekelart som först beskrevs av Thomson 1876.  Sphaeripalpus sericeus ingår i släktet Sphaeripalpus och familjen puppglanssteklar. Arten är reproducerande i Sverige. Inga underarter finns listade i Catalogue of Life.